# Национален институт по статистика (Румъния)
Вижте пояснителната страница за други значения на Национален статистически институт.
Националният институт по статистика (на румънски: Institutul Naţional de Statistică, INS) е държавен статистически орган в Румъния.
Отговаря за събирането на статистически данни в областта на географията, демографиятата, икономиката и обществото. Организира и провежда преброяването на населението в Румъния, което се извършва на всеки 10 години.